# 阿沙格
阿沙格，是马耳他的市镇及村庄，位于馬耳他島东南部。市镇面积为3.9平方公里，2021年11月时人口数量为5,538人。
村庄周围的土地主要用于农业。该村可能得名于一个名为“ Axiaq”的贵族家庭，该家族在14世纪时曾为该地的封建地主。